# سيكولا درليفيتش
سيكولا درليفيتش (7 سبتمبر 1884 - 10 نوفمبر 1945) هو قومي من الجبل الأسود وقانوني يوغوسلافي وسياسي وخطيب ومنظّر. خلال الحرب العالمية الثانية، تعاون مع ألمانيا النازية وإيطاليا الفاشية، وتعاون مع منظمة أوستاشا في دولة كرواتيا الألمانية العميلة.
ولد في بلدة كولاشين، وحصل على درجة الدكتوراه في القانون وأصبح وزير العدل والمالية في مملكة الجبل الأسود قبل اندلاع الحرب العالمية الأولى. خلال فترة ما بين الحربين العالميتين، كان عضوًا بارزًا في «الخضر»، وهي حركة قومية انفصالية في الجبل الأسود. أيد النظرية التي تفيد بأن شعب الجبل الأسود مجموعة عرقية متميزة عن الصرب، وأسس الحزب الفيدرالي في الجبل الأسود وأصبح زعيمه.
في أعقاب غزو دول المحور ليوغوسلافيا في أبريل 1941، شرع درليفيتش بالتعاون مع السلطات الإيطالية التي تحتل الجبل الأسود. في يوليو، أعلن إعادة تأسيس مملكة الجبل الأسود، ولكن محاولته لإنشاء دولة دمية منحازة للمحور سرعان ما أثارت انتفاضة فورية. في سبتمبر من ذلك العام، أرسلته السلطات الإيطالية إلى معسكر اعتقال في إيطاليا بعد اندلاع تمرد مناهض للفاشية. هرب درليفيتش من المعسكر بعد عدة أشهر وشق طريقه إلى القسم الخاضع لسيطرة ألمانيا من دولة كرواتيا المستقلة. في صيف عام 1944، أنشأ مجلس دولة الجبل الأسود في زغرب.
عاد درليفيتش إلى الجبل الأسود في عام 1945 ووافق على تشكيل الجيش الوطني للجبل الأسود، شيتنيك، بقيادة بافلي دوريشيتش. تعرض دوريشيتش والعديد من قادة شيتنيك الآخرين في وقت لاحق لكمين كان من المخطط أن يكون لدرليفيتش وقُتلوا بدلًا عنه. انضم رجال دوريشيتش في وقت لاحق إلى جيش الجبل الأسود الوطني التابع لدرليفيتش وانسحبوا معه نحو الحدود النمساوية. في منتصف عام 1945، عبر درليفيتش إلى النمسا مع زوجته، وانتهى بهما المطاف في مخيم للنازحين في جودنبورغ، حيث قُتلوا على يد عملاء شيتنيك كانوا يسعون للانتقام من وفاة دوريشيتش.

## نشأته ومسيرته السياسية
ولد سيكولا درليفيتش في 7 سبتمبر 1884 في قرية رافنو، بالقرب من بلدة كولاشين. بعد أن أنهى دراسته في  كلية الحقوق في زغرب وحصل على درجة الدكتوراه، أصبح وزير العدل والمالية في مملكة الجبل الأسود في عام 1910. كان شقيقه جانكو درليفيتش في ذلك الوقت نائبًا عن حزب الشعب الموالي. أصبح درليفيتش أيضًا نائبًا في البرلمان، وشغل كذلك منصب وزير في حكومة الملك نيكولا خلال حروب البلقان (1912-13)، واشتهر بمهاراته الخطابية.
خلال الحرب العالمية الأولى، ألقت القوات النمساوية المجرية القبض عليه واعتُقل في معسكر اعتقال بولداغاسون في المجر، حيث ازدادت معارضته بشدة للملك نيكولا. أُطلق سراحه بعد الحرب وانتقل إلى زيمون حيث عمل محاميًا. أصبح عضوًا قياديًا في «حزب الخضر»، وهو حركة انفصالية في الجبل الأسود انحازت إلى الحزب الاتحادي اليوغوسلافي. تعاون باستمرار مع السياسيين الكرواتيين مثل ستيبان راديتش وفلاتكو ماتشيك وأنتي بافليتش، وأصبح صديقًا حميمًا لهما. في منتصف عشرينات القرن العشرين، أسس درليفيتش الحزب الفيدرالي في الجبل الأسود. سرعان ما أصبح الزعيم الوحيد للحزب، علاوة على كونه منظرًا.
أعرب عن دعمه لوحدة يوغوسلافيا وشدد على ولاء الجبل الأسود للدولة الصربية، ولكنه جادل بأن الدولة لا تحتاج بالضرورة إلى أن تكون جزءًا من أمة واحدة ولمّح إلى أنه سيدعم استعادة استقلال الجبل الأسود. وبالتالي، طالب «الخضر» بتنظيم الحدود الداخلية ليوغوسلافيا لتتناسب مع حدود دول البلقان كما كانت قبل عام 1918.
شرع درليفيتش وميهايلو إيفانوفيتش بمحاولة أولى لتأسيس حزب الجبل الأسود لانتخاب جمعية دستورية في عام 1920، ولكنهما لم يتمكنا من ذلك بسبب ضيق الوقت ومقاومة السلطات لهما. ترشح درليفيتش لعضوية حزب الجبل الأسود الاتحادي في انتخابات عام 1923 في كلتا المقاطعتين ولكنه لم يفُز بالمقعد. ترشح مرة أخرى في كولاشين في عام 1925 وانتُخب لعضوية الجمعية الوطنية. في عام 1927، انتُخب درليفيتش ممثلًا عن مقاطعة زيمون على القائمة الانتخابية لحزب الفلاحين الكرواتي. بعد ذلك، ساعد في حل الخلاف السياسي بين راديتش والسياسي الصربي سفيتوزار بريبيتشيفيتش، ما أدى إلى تشكيل ائتلاف الحزب الديمقراطي للحزب الديمقراطي الصربي. في العام التالي، حاول درليفيتش دون جدوى ثني راديتش عن حضور الجمعية الوطنية لمملكة الصرب والكروات والسلوفينيين قبل اغتياله على يد السياسي الصربي بونيشا راتشيتش.

## الحرب العالمية الثانية

### زعيم الجبل الأسود
في 6 أبريل 1941، غزت قوات المحور يوغوسلافيا. غزت قوات ألمانيا وإيطاليا الجبل الأسود، بعد هجوم الألمان من البوسنة والهرسك والإيطاليين من ألبانيا. انسحب الألمان في وقت لاحق، تاركين الإيطاليين لاحتلال المنطقة. في الجزء الغربي من يوغوسلافيا، جرى تعيين بافليتش، الذي كان في المنفى في إيطاليا الخاضعة لحكم بينيتو موسوليني، بوغلافنيك (زعيمًا) للدولة الكرواتية بقيادة منظمة أوستاشا - دولة كرواتيا المستقلة (بالكرواتية: زافينا). ضمت دولة كرواتيا المستقلة نحو جميع كرواتيا الحديثة، وجميع البوسنة والهرسك الحديثة وأجزاء من صربيا الحديثة في «شبه محمية إيطالية ألمانية». نفذت سلطات دولة كرواتيا المستقلة، بقيادة ميليشيا أوستاشا لاحقًا سياسات الإبادة الجماعية ضد شعوب الصرب واليهود والرومان الذين عاشوا ضمن الحدود الجديدة لمنظمة أوستاشا.
أُعلن عن إنشاء دولة عميلة في المحور تعرف باسم مملكة الجبل الأسود في 12 يوليو 1941. كان من المقرر أن يرأس الدولة وصي إيطالي ويقودها درليفيتش وأنصاره. بحلول 13 يوليو، أدى هذا الإعلان إلى اندلاع انتفاضة مناهضة لإيطاليا في الجبل الأسود بقيادة الشيوعيين المحليين (الحزبيون) والقوميين الصرب. في اليوم السابق لتوليه السلطة، أنشأ درليفيتش اللجنة الإدارية المؤقتة للجبل الأسود، وهو كيان متعاون كان مكونًا إقليميًا للإمبراطورية الإيطالية. دعا أتباعه للقتال ضد قوات شينتيك في الجبل الأسود وبارتيزان يوغوسلاف. في سبتمبر، تخلت السلطات الإيطالية عن خدماته.
اعتقدت السلطات الإيطالية أن حياة درليفيتش كانت معرضة للخطر بسبب التمرد، فأرسلوه إلى معسكر اعتقال في إيطاليا. جرى التخلي عن فكرة استقلال مملكة الجبل الأسود، واختارها الإيطاليون محافظة عسكرية. بعد عدة أشهر، هرب درليفيتش إلى المنطقة التي تسيطر ألمانيا عليها في جمهورية ألمانيا الديمقراطية. مع استسلام إيطاليا في سبتمبر 1943، عاد إلى زيمون. في صيف عام 1944، انتقل درليفيتش إلى زغرب، حيث أنشأ مجلس دولة الجبل الأسود في الجمهورية الديمقراطية الوطنية بمساعدة الألمان والكروات. مع ذلك، ألقى باللوم على السياسات الصربية التي وصفها بأنها «عدوانية» في جميع المشاكل الماضية والحديثة في البلقان، ووصف الصرب العرقيين بأنهم «عرق منحط» وأشار إلى أوجه التشابه بينهم وبين اليهود.
عقب احتلال قوات المحور ليوغوسلافيا، أصبح درليفيتش مؤيدًا للنظرية القائلة بأن سكان الجبل الأسود هم مجموعة عرقية متميزة عن الصرب. في وقت مبكر من عام 1921، ذكر درليفيتش أن «عقليات» الشعب الصربي وشعب الجبل الأسود متعارضة تمامًا. قال: «من المستحيل التوفيق بين عقليات الصرب وسكان الجبل الأسود. إذ أن الصرب ملطخون بآثار العبودية العثمانية التي أعطت الحرية للجبل الأسود في هيئة جديدة». لم يكن حتى عام 1941 بعد طرح درليفيتش فكرة أن الجبل الأسود ليسوا شعبًا سلافيًا على الإطلاق، وأنهم عرق ديناري ينحدر من الإيليريين القدماء.